# Johannes Zumpe

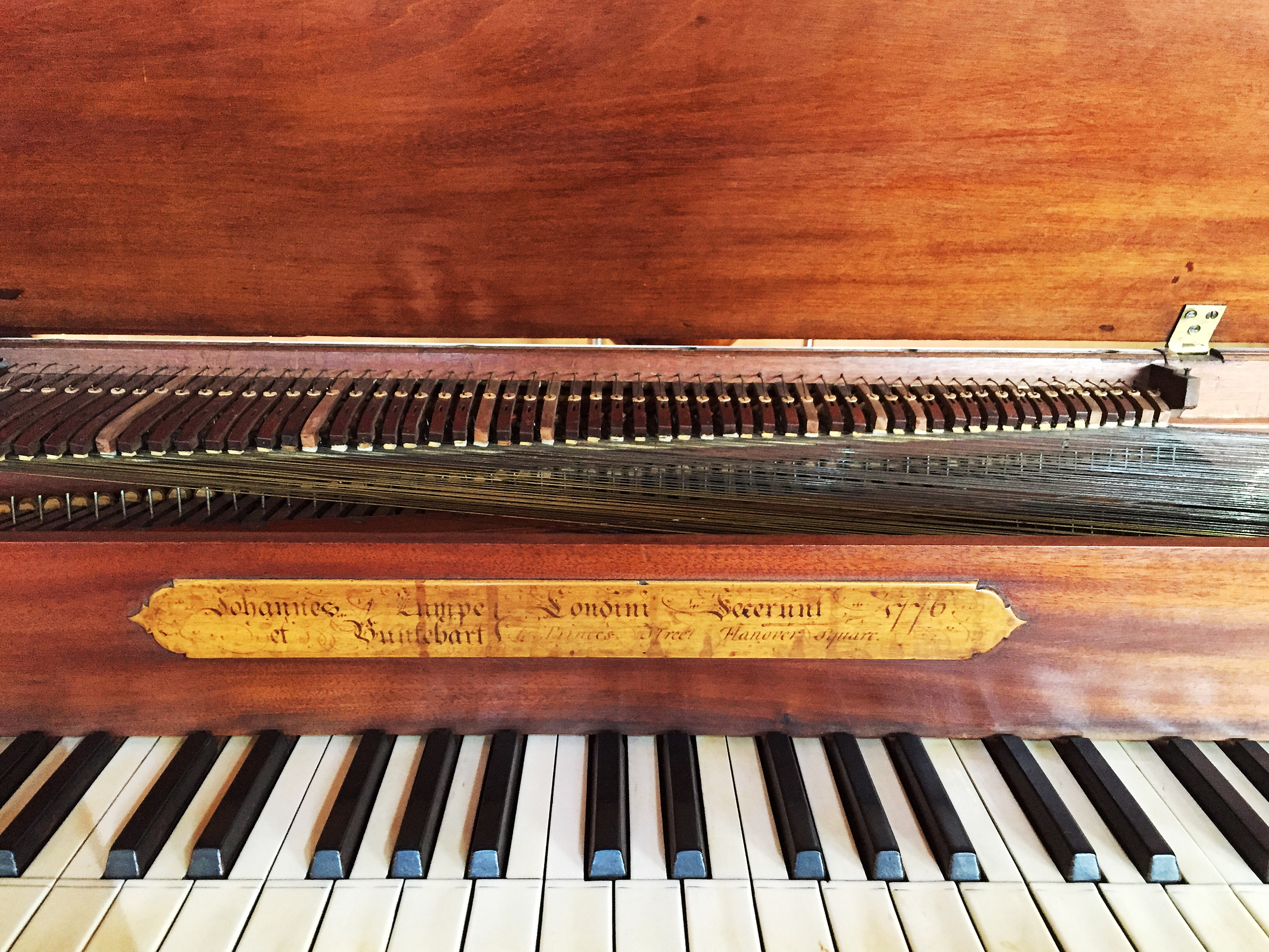
Piano de mesa de Johannes Zumpe, construido en 1776, en el Museo de la Música de Barcelona.

Johannes Zumpe (1735-1783) fue un fabricante de pianos de origen alemán y discípulo de Gottfried Silbermann. En 1760 emigró a Londres (Reino Unido), donde fundó una fábrica de construcción de pianos que incluían los mecanismos diseñados por su maestro. Fue el primero en fabricar un piano rectangular inglés. Estos pianos sonaban como los clavecines e incorporaban un amortiguador en el lateral izquierdo de la caja de resonancia. Fue el primero en construir pianos de bajo coste, por lo que recibió el apodo de "el padre del piano comercial". Se construyeron pianos de estilo Zumpe desde 1760 hasta 1800.